# Жуковка (река, впадает в Токшинское озеро)
Жуковка  (Чёрная) — река в Усть-Кубинском районе Вологодской области России. Река впадает в озеро Токшинское, соединённое протоками с Кубенским озером. Длина реки составляет 10 км.
На реке стоят деревни Лукачево и Жуково.

## Данные водного реестра
По данным государственного водного реестра России относится к Двинско-Печорскому бассейновому округу, водохозяйственный участок реки — озеро Кубенское и реки Сухона от истока до Кубенского гидроузла, речной подбассейн реки — Сухона. Речной бассейн реки — Северная Двина.
В реестре в качестве устья реки указано Кубенское озеро, что не соответствует топокартам.
Код объекта в государственном водном реестре — 03020100112103000005269.